# 羅馬奧斯蒂恩塞車站
羅馬奧斯蒂恩塞車站（義大利語：Stazione di Roma Ostiense）是義大利首都羅馬的一座鐵路車站。車站位於羅馬南部的奥斯蒂恩塞地區，是繼罗马特米尼车站、羅馬提布提納車站後，羅馬的第三大火車站。該車站是為阿道夫·希特勒於1938年訪問羅馬而建造。整個立面均由大理石製成，入口處設有柱狀門廊。原先站前的新道路也是以希特勒命名，不過在戰後，其道路更名為Viale delle Cave Ardeatine，以紀念納粹佔領的受害者。